# Desmozosteria pallidula
Desmozosteria pallidula är en kackerlacksart som beskrevs av M. Josephine Mackerras 1966. Desmozosteria pallidula ingår i släktet Desmozosteria och familjen storkackerlackor. Inga underarter finns listade i Catalogue of Life.